# Auswahlsatz
Der Auswahlsatz einer Stichprobe, auch Auswahl-, Inklusions-, Ziehungs- oder Einschlusswahrscheinlichkeit, selten Stichprobengewichte (engl. inclusion probability), gibt an, mit welcher Wahrscheinlichkeit eine oder mehrere Elemente einer Grundgesamtheit in eine Zufallsstichprobe gelangen. Inklusionswahrscheinlichkeiten lassen sich nur für Zufallsstichproben berechnen.
Als Inklusionswahrscheinlichkeit 1. Ordnung {\displaystyle \pi _{i}} wird die Wahrscheinlichkeit bezeichnet, dass das i-te Element der Grundgesamtheit in einer Stichprobe vom Umfang {\displaystyle n} enthalten ist. Analog ist die Inklusionswahrscheinlichkeit 2. Ordnung {\displaystyle \pi _{ij}} (mit {\displaystyle i\neq j}) die Wahrscheinlichkeit mit der das i-te und j-te Element in eine Stichprobe vom Umfang {\displaystyle n} gelangen.
Bei einer uneingeschränkten oder einfachen Zufallstichprobe lassen sich die Inklusionswahrscheinlichkeiten direkt angeben. Bei komplexeren Stichprobenverfahren treten Designeffekte auf. Hier hat auch nicht jedes Element die gleiche Wahrscheinlichkeit, in die Stichprobe zu gelangen.

## Berechnung der Inklusionswahrscheinlichkeiten
Die Inklusionswahrscheinlichkeit 1. Ordnung {\displaystyle \pi _{i}} lässt bei einer uneingeschränkten oder einfachen Zufallstichprobe mittels der hypergeometrischen Verteilung berechnen:
Die hypergeometrische Verteilung beschreibt also die Wahrscheinlichkeit dafür, dass bei N gegebenen Elementen („Grundgesamtheit des Umfangs N“), von denen M die gewünschte Eigenschaft besitzen, beim Herausgreifen von n Probestücken („Stichprobe des Umfangs n“) genau k Treffer erzielt werden, d. h. die Wahrscheinlichkeit für X = k Erfolge in n Versuchen.
Da es nur ein i-tes Element in der Grundgesamtheit gibt, ist M=1 und entweder zieht man es (k=1) oder nicht (k=0):
{\displaystyle \pi _{i}=P(X=1)={\frac {{1 \choose 1}{N-1 \choose n-1}}{N \choose n}}={\frac {n}{N}}}
Demnach gilt:
{\displaystyle \sum _{i=1}^{N}\pi _{i}=n}
Analog lassen sich die Inklusionswahrscheinlichkeit 2. Ordnung für eine uneingeschränkte Zufallstichprobe berechnen; hier gilt M=2 und k=2:
{\displaystyle \pi _{ij}=P(X=2)={\frac {{2 \choose 2}{N-2 \choose n-2}}{N \choose n}}={\frac {n}{N}}{\frac {n-1}{N-1}}}

### Beispiel
Die Grundgesamtheit besteht aus vier Elementen: {w1 , w2 , w3 , w4 }. Wir betrachten drei Stichproben des Umfangs n = 2, und zwar {w1 , w3 }, {w2 , w4 } und {w3 , w4 }.
Bei einer uneingeschränkten Zufallstichprobe gäbe es insgesamt {\displaystyle 4!/(2!*2!)=6} mögliche Stichproben; d. h. sind nur die drei obigen Stichproben möglich handelt es sich nicht um eine uneingeschränkte Zufallstichprobe.
Die Wahrscheinlichkeit für jede der Stichproben ist gerade 1/3 und die Inklusionswahrscheinlichkeiten ergeben sich zu
| Inklusionswahrscheinlichkeit | w1  | w2  | w3  | w4  |
| ---------------------------- | --- | --- | --- | --- |
| 1. Ordnung                   | 1/3 | 1/3 | 2/3 | 2/3 |
| 2. Ordnung                   | w1  | w2  | w3  | w4  |
| w1                           | –   | 0   | 1/3 | 0   |
| w2                           |     | –   | 0   | 1/3 |
| w3                           |     |     | –   | 1/3 |
| w4                           |     |     |     | –   |

## Designeffekt
Der Designeffekt {\displaystyle deff} ist das Verhältnis der Varianz einer Schätzfunktion bei gegebenem Stichprobendesign zur Varianz der Schätzfunktion bei einfacher Zufallsauswahl (und demselben Stichprobenumfang). Er beschreibt die statistische Verzerrung, die durch ein spezielles Auswahlverfahren einer Stichprobe (Schichtung, Klumpung, Mehrstufige Ziehung) im Vergleich zur reinen Zufallsauswahl (simple random sample) entstanden ist. Designeffekte treten dadurch auf, dass nicht alle Elemente die gleiche Auswahlwahrscheinlichkeit besitzen, d. h. die Chance in die Stichprobe zu gelangen. Durch geeignete Varianzschätzung und Mittelwertschätzung können die Grundgesamtheitsparameter dennoch gut geschätzt werden.